# 羅伯托·費雷羅

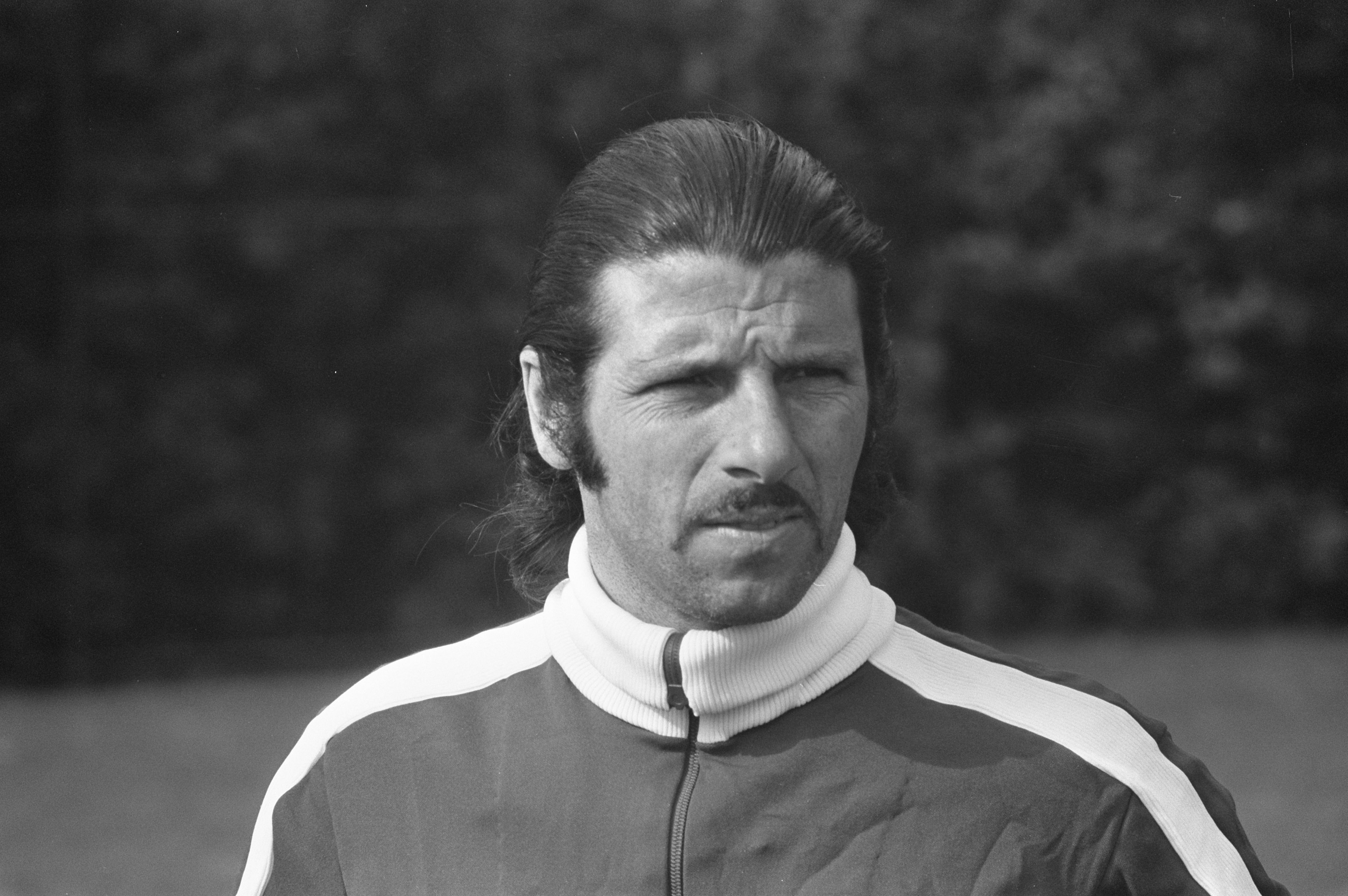
羅伯托·奥斯卡·费雷罗 (1972)

羅伯托·奥斯卡·费雷罗 (1935年4月25日—2017年4月20日)是一个阿根廷足球運動員和經紀人。

## 职业生涯
费雷罗曾为独立竞技俱乐部和河床體育會中。
1962年和1966年间，他为阿根廷国家队赢得了18个帽子。

## 經紀职业生涯
1970年代退休后，费雷罗成为一名经记，负责独立竞技俱乐部的比赛。 他领导的团队参加了一些锦标赛，包括 1973年洲際盃和1974年南美自由盃。

## 死亡
他死于2017年4月20日，终年81岁，5天后是他的82岁生日。